# Megachile funnelli
Megachile funnelli är en biart som beskrevs av Cockerell 1907. Megachile funnelli ingår i släktet tapetserarbin, och familjen buksamlarbin. Inga underarter finns listade i Catalogue of Life.